# Hoài niệm PRL

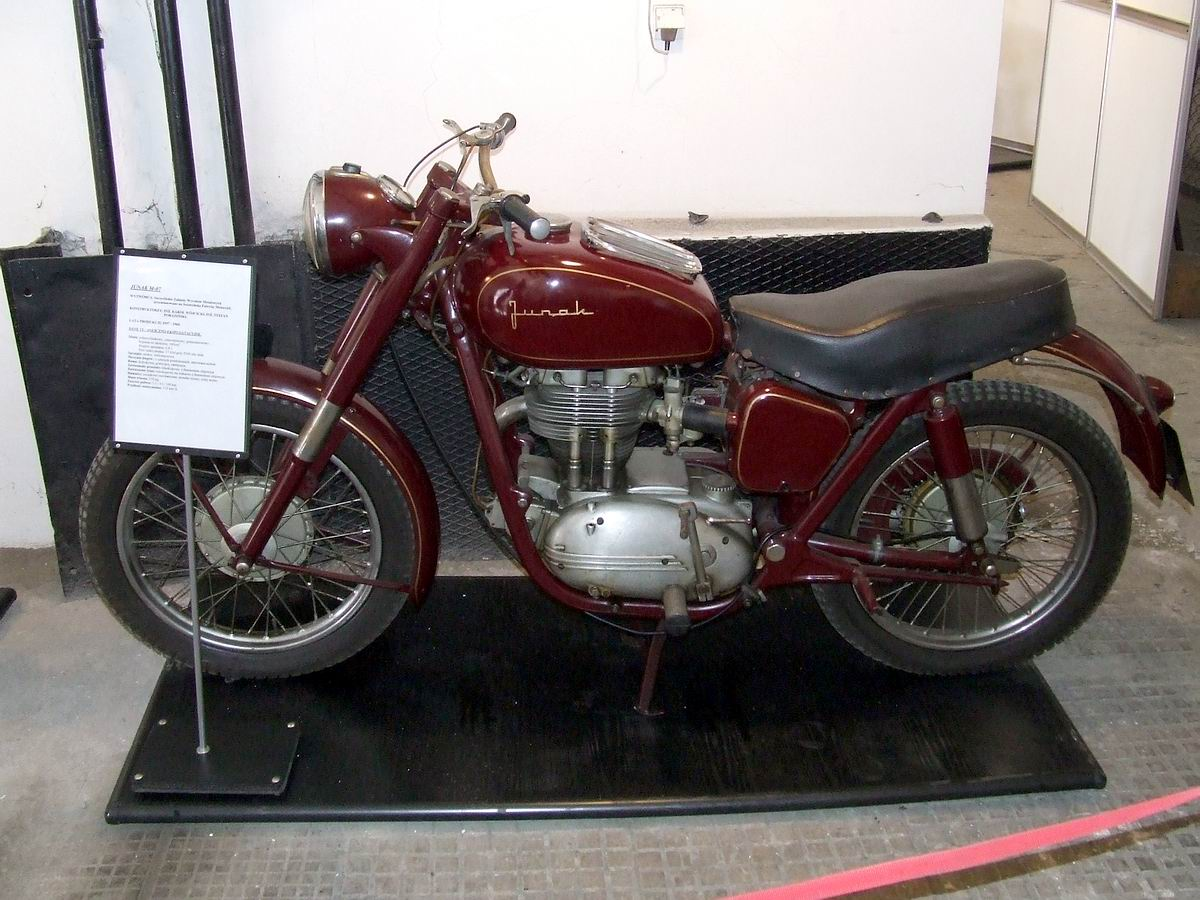
" Harley Davidson Ba Lan", xe máy Junak, 1956 Lâu1965, cũng kể từ năm 2010

Trong văn hóa Ba Lan, hoài niệm Ba La cộng sản là hoài niệm về các khía cạnh của cuộc sống ở Cộng hòa Nhân dân Ba Lan (viết tắt tiếng Ba Lan: PRL).. Cũng như những biểu hiện khác của hoài niệm Cộng sản, đối với những người sống trong thời đại của PRL, hai yếu tố chính của hoài niệm PRL là sự bất mãn với hiện tại và ký ức về quá khứ hạnh phúc và đầy hồi ức nhất.. Các doanh nghiệp đã nhanh chóng ứng phó với hiện tượng này bằng cách đổi mới việc sản xuất các sản phẩm từ thời PRL, như kem ấm, Polo-Cockta, xe máy Junak, bột giặt Ludwik và máy hút bụi Tiger.